# Itália nos Jogos Olímpicos de Verão de 1900
A Itália participou dos  Jogos Olímpicos de Verão de 1900 em Paris, na França. O país estreou nos Jogos em 1896 e em Paris fez sua 2ª apresentação, conquistando cinco medalhas.